# Anne Jochin
Anne Jochin (* 4. März 1985 in Neubrandenburg) ist eine ehemalige deutsche Handballspielerin.
Sie begann das Handballspielen beim SV Fortuna ’50 Neubrandenburg und wechselte 2002 zum Frankfurter Handball Club. Dort gehörte die 1,74 m große Rückraumspielerin ab der Saison 2004/05 dem Bundesligakader an, wo sie die Spielmacherposition bekleidete.
In der Saison 2009/10 spielte sie für den DJK/MJC Trier. Anschließend schloss sie sich Bayer Leverkusen an. Im Sommer 2012 kehrte sie zum Frankfurter HC zurück. Ein Jahr später schloss sie sich wieder Bayer Leverkusen an. Im Sommer 2018 beendete Jochin ihre Karriere.
Im Sommer 2007 wurde Anne Jochin vom damaligen Nationaltrainer Armin Emrich zum Sommerlehrgang der Nationalmannschaft eingeladen.